# Titanoeca guayaquilensis
Titanoeca guayaquilensis är en spindelart som beskrevs av Schmidt 1971. Titanoeca guayaquilensis ingår i släktet Titanoeca och familjen stenspindlar.
Artens utbredningsområde är Ecuador. Inga underarter finns listade i Catalogue of Life.